# Goephanes fuscovariegatus
Goephanes fuscovariegatus là một loài bọ cánh cứng trong họ Cerambycidae.